# Trần Văn Huyến
Trần Văn Huyến (sinh năm 1971) là một chính khách Việt Nam. Ông hiện là Phó Bí thư Thành ủy Cần Thơ. Ông từng là Phó Bí thư Tỉnh ủy, Chủ tịch Ủy ban nhân dân tỉnh Hậu Giang.

## Xuất thân
Trần Văn Huyến sinh ngày 1 tháng 3 năm 1971, quê quán ở xã Yên Phong, huyện Yên Mô, tỉnh Ninh Bình.
Nơi ở hiện tại số B8 - 01, đường số 14, KDCTM 586, khu vực 4, phường VII, TP.Vị Thanh, tỉnh Hậu Giang.

## Giáo dục
Giáo dục phổ thông: 12/12 phổ thông.        
- Chuyên môn, nghiệp vụ: Cử nhân Luật.
- Học vị: Thạc sĩ Văn hóa học.
- Lý luận chính trị: Cao cấp.
- Ngoại ngữ: Anh, trình độ B1.

## Sự nghiệp
Ông vào Đảng ngày 20/10/1996, chính thức ngày 20/10/1997  
- 10/1989 - 10/2000: Giáo viên Trường Tiểu học Hỏa Tiến 1, thị xã Vị Thanh, tỉnh Cần Thơ.
- 10/2000 - 4/2002: Ủy viên Ban Thường vụ Thị đoàn Vị Thanh, Chủ tịch Hội đồng Đội thị xã Vị Thanh, tỉnh Cần Thơ.
- 4/2002 - 12/2003: Ủy viên Ban Thường vụ, Chánh Văn phòng Đoàn Thanh niên Cộng sản Hồ Chí Minh tỉnh Cần Thơ.
- 01/2004 - 7/2005: Ủy viên Ban Thường vụ, Chánh Văn phòng Đoàn Thanh niên Cộng sản Hồ Chí Minh tỉnh Hậu Giang.
- 7/2005 - 7/2007: Phó Bí thư Đoàn Thanh niên Cộng sản Hồ Chí Minh tỉnh Hậu Giang.
- 7/2007 - 10/2010: Bí thư Đoàn Thanh niên Cộng sản Hồ Chí Minh tỉnh Hậu Giang.
- 10/2010 - 3/2012: Ủy viên Ban Chấp hành Đảng bộ tỉnh, Bí thư Đoàn Thanh niên Cộng sản Hồ Chí Minh tỉnh Hậu Giang.
- 4/2012 - 3/2013: Ủy viên Ban Chấp hành Đảng bộ tỉnh, Phó Trưởng ban Ban Dân vận Tỉnh ủy Hậu Giang.
- 4/2013 - 4/2015: Ủy viên Ban Chấp hành Đảng bộ tỉnh, Phó Bí thư Thường trực Huyện ủy Long Mỹ, tỉnh Hậu Giang.
- 5/2015 - 6/2016: Ủy viên Ban Thường vụ Tỉnh ủy, Phó Trưởng ban Ban Tuyên giáo Tỉnh ủy Hậu Giang.
- 6/2016 - 8/2020: Ủy viên Ban Thường vụ Tỉnh ủy, Trưởng ban Ban Dân vận Tỉnh ủy Hậu Giang.
- 9/2020 - 10/2020: Ủy viên Ban Thường vụ Tỉnh ủy, Thường trực Tỉnh ủy - Trưởng ban Ban Dân vận Tỉnh ủy Hậu Giang.
- 10/2020 - 11/2020: Phó Bí thư Tỉnh ủy, Trưởng ban Ban Dân vận Tỉnh ủy Hậu Giang.
- 11/2020 - 2/2025: Phó Bí thư Thường trực Tỉnh ủy, Chủ tịch Hội đồng nhân dân tỉnh Hậu Giang.
- 2/2025 - nay: Phó Bí thư Tỉnh ủy, Chủ tịch Ủy ban nhân dân tỉnh Hậu Giang.

## Khen thưởng
- Huân chương Lao động hạng Ba năm 2018.